# Sten von Friesen
Sten von Friesen, född 18 mars 1907 i Uppsala, död 9 september 1996, var en svensk fysiker som var mest känd bland allmänheten för att ha deltagit i TV-programmet Fråga Lund.

## Biografi
Sten von Friesen föddes i Uppsala 1907 och var son till Otto von Friesen, språkprofessor i Uppsala. Som doktorand på Uppsala universitet under Manne Siegbahn fick han mäta våglängder i röntgenspektrum från grundämnen. Han fortsatte att forska på precisionsmätningar av fundamentala naturkonstanter, och 1935 disputerade han med en avhandling rörande dessa ämnen. När Siegbahn 1937 blev professor och föreståndare för det nyinrättade Nobelinstitutet för fysik i Stockholm följde von Friesen med dit. Där började de bygga på Sveriges första cyklotron, men dagen efter att han hade fått ut den första protonstrålen från acceleratorn tvingades han ut på beredskapstjänstgöring vid den finska gränsen efter andra världskrigets utbrott.
Efter sin militärtjänst började Sten von Friesen 1946 arbeta som laborator vid fysiska institutionen, Lunds universitet. 1948 blev han professor för institutionen, vilket han fortsatte med till sin pension 1972. Som professor fortsatte han på sin forskning på kärnfysiken, och han var ansvarig för att Lund fick sin första partikelaccelerator. Dessutom kunde von Friesen och hans forskargrupp visa att förekomsten av olika grundämnen är detsamma på Vintergatan som i avlägsna galaxer.
För en bredare allmänhet blev han främst känd genom sin medverkan i TV-programmet Fråga Lund på 1960- och 70-talet, där han var en av sex lundaforskare som besvarade tittarfrågorna. Han medverkade även i Bra Böckers Lexikon, och då främst inom området fysik. Dessutom blev han invald som ledamot av Kungliga Vetenskapsakademien 1964.
Han ligger begravd på Uppsala gamla kyrkogård i samma grav som fadern.